# Seznam japonskih nogometašev
Seznam japonskih nogometašev.

## A
- Juki Abe
- Teruo Abe
- Jutaka Akita
- Masahiro Ando
- Tošihiro Aojama
- Jozo Aoki
- Takeši Aoki
- Kozo Arai
- Haruo Arima
- Ko Arima
- Tamocu Asakura
- Takuma Asano
- Tecuja Asano
- Tomojasu Asaoka
- Mičio Ašikaga
- Širo Azumi

## B
- Rjudži Bando

## C
- Keisuke Cuboi
- Kazumi Cubota
- Masaki Cučihaši
- Jukio Cuda
- Šozo Cugitani
- Satoši Cunami
- Rjota Cuzuki

## Č
- Takajuki Čano
- Kazuhiko Čiba

## D
- Kunija Daini
- Joiči Doi
- Šodži Džo

## E
- Kazuo Ečigo
- Jasuhito Endo
- Masahiro Endo
- Vataru Endo

## F
- Micunori Fudžiguči
- Hiroki Fudžiharu
- Čikara Fudžimoto
- Džungo Fudžimoto
- Nobuo Fudžišima
- Nobujo Fudžiširo
- Naojuki Fudžita
- Tošija Fudžita
- Jošio Fudživara
- Masahiro Fukuda
- Reizo Fukuhara
- Takaši Fukuniši
- Kodži Funamoto
- Jošio Furukava
- Acujoši Furuta
- Takahiro Futagava

## G
- Kazuki Ganaha
- Šuiči Gonda
- Jukio Goto

## H
- Kentaro Hajaši
- Masahiro Hamazaki
- Naotake Hanju
- Hiromi Hara
- Masafumi Hara
- Fukusaburo Harada
- Genki Haraguči
- Jasuo Harujama
- Makoto Hasebe
- Haruhisa Hasegava
- Jošijuki Hasegava
- Kenta Hasegava
- Hideo Hašimoto
- Koiči Haširatani
- Tecudži Haširatani
- Jasuhiro Hato
- Uičiro Hatta
- Tošihiro Hattori
- Mike Havenaar
- Noritaka Hidaka
- Usaburo Hidaka
- Masaaki Higašiguči
- Tošio Hirabajaši
- Sota Hirajama
- Hiroši Hirakava
- Rjuzo Hiraki
- Takaši Hirano
- Šusaku Hirasava
- Tomojuki Hirase
- Nozomi Hirojama
- Jasuto Honda
- Keisuke Honda
- Nagajasu Honda
- Takuja Honda
- Kendži Honnami
- Tadao Horie
- Takumi Horiike
- Cukasa Hosaka
- Hadžime Hosogai
- Ičiro Hosotani

## I
- Tokizo Ičihaši
- Daisuke Ičikava
- Tameo Ide
- Akihiro Ienaga
- Masami Ihara
- Šinobu Ikeda
- Jutaka Ikeuči
- Tomohiko Ikoma
- Hirodži Imamura
- Keizo Imai
- Kazuo Imaniši
- Džuniči Inamoto
- Masahiko Inoha
- Šumpei Inoue
- Takeši Inoue
- Takaši Inui
- Hiromicu Isogai
- Jošinori Išigami
- Jošinobu Išii
- Šigemi Išii
- Naohiro Išikava
- Naodži Ito
- Terujoši Ito
- Isao Ivabuči
- Daiki Ivamasa
- Teruo Ivamoto
- Tošio Ivatani
- Masanobu Izumi

## J
- Šigeo Jaegaši
- Hiroki Jamada
- Naoki Jamada
- Nobuhisa Jamada
- Takahiro Jamada
- Takuja Jamada
- Osamu Jamadži
- Satoru Jamagiši
- Hotaru Jamaguči
- Jošitada Jamaguči
- Motohiro Jamaguči
- Satoši Jamaguči (1959)
- Satoši Jamaguči (1978)
- Tošihiro Jamaguči
- Masakuni Jamamoto
- Kazuja Jamamura
- Takajoši Jamano
- Kodži Jamase
- Jošiteru Jamašita
- Hirošige Janagimoto
- Acuši Janagisava
- Kišo Jano
- Mičihiro Jasuda
- Mičio Jasuda
- Kenzo Jokojama
- Masafumi Jokojama
- Masaki Jokotani
- George Jonaširo
- Acuši Jonejama
- Koki Jonekura
- Takudži Jonemoto
- Hiroši Jošida
- Maja Jošida
- Micunori Jošida
- Kota Jošihara
- Toru Jošikava
- Norio Jošimizu
- Daiširo Jošimura
- Eizo Juguči

## K
- Tošinobu Kacuja
- Akira Kadži
- Tomojuki Kadžino
- Sači Kagava
- Šindži Kagava
- Taro Kagava
- Keidži Kaimoto
- Joičiro Kakitani
- Kunišige Kamamoto
- Micuo Kamata
- Hisao Kami
- Šogo Kamo
- Takeši Kamo
- Mu Kanazaki
- Hiroši Kanazava
- Kacuo Kanda
- Kijoo Kanda
- Nobutoši Kaneda
- Hisaši Kaneko
- Takaši Kano
- Takaši Kasahara
- Josuke Kašivagi
- Hiroši Katajama
- Hisaši Kato
- Jošio Kato
- Masaaki Kato
- Micuo Kato
- Nobujuki Kato
- Saburo Kavabuči
- Kacujuki Kavači
- Jošikacu Kavaguči
- Rjoiči Kavakacu
- Nobuo Kavakami
- Kengo Kavamata
- Taizo Kavamoto
- Takaši Kavaniši
- Takehiko Kavaniši
- Džundži Kavano
- Eidži Kavašima
- Jahiro Kazama
- Eidžun Kijokumo
- Hiroši Kijotake
- Naoja Kikuči
- Šinkiči Kikuči
- Jošio Kikugava
- Širo Kikuhara
- Kim Yong-sik
- Kim Sung-gan
- Arava Kimura
- Kazuši Kimura
- Takeo Kimura
- Yukihiko Kimura
- Kikuzo Kisaka
- Judži Kišioku
- Hideaki Kitadžima
- Akira Kitaguči
- Cujoši Kitazava
- Daigo Kobajaši
- George Kobajaši
- Ju Kobajaši
- Tadao Kobajaši
- Minoru Kobata
- Hiromi Kodžima
- Nobujuki Kodžima
- Micuru Komaeda
- Juiči Komano
- Daigoro Kondo
- Kodži Kondo
- Naoja Kondo
- Jasujuki Konno
- Kazuhisa Kono
- Šinzo Koroki
- Takeši Košida
- Tacuhiko Kubo
- Masato Kudo
- Šuniči Kumai
- Cujoši Kunieda
- Jasuharu Kurata
- Šu Kurata
- Juzo Kurihara
- Teruaki Kurobe
- Hisaši Kurosaki
- Kacuhiro Kusaki
- Jasujuki Kuvahara
- Kacujoši Kuvahara
- Takajuki Kuvata

## L
- Lee Yoo-hyung
- Tadanari Lee
- Wagner Lopes

## M
- Naoki Macuda
- Daisuke Macui
- Kijotaka Macui
- Jošijuki Macujama
- Jasutaro Macuki
- Teiiči Macumaru
- Gjodži Macumoto
- Ikuo Macumoto
- Akira Macunaga (1914)
- Akira Macunaga (1948)
- Nobuo Macunaga
- Seki Macunaga
- Šigetacu Macunaga
- Tošio Macuura
- Masuzo Madono
- Hideki Maeda
- Osamu Maeda
- Rjoiči Maeda
- Kazuja Maekava
- Masakijo Maezono
- Seiičiro Maki
- Tomoaki Makino
- Kijonosuke Marutani
- Čikaši Masuda
- Tadatoši Masuda
- Rjudži Mičiki
- Tošio Mijadži
- Rjo Mijaiči
- Džiro Mijake
- Šizuo Mijama
- Cunejasu Mijamoto
- Masakacu Mijamoto
- Teruki Mijamoto
- Kodži Mijata
- Satoši Mijauči
- Kakuiči Mimura
- Jusuke Minagava
- Takumi Minamino
- Jošinobu Minova
- Širo Misaki
- Acuhiro Miura
- Jasutoši Miura
- Kazujoši Miura
- Hiroki Mizumoto
- Koki Mizuno
- Takaši Mizunuma
- Tomokazu Mjodžin
- Satoru Močizuki
- Šigejoši Močizuki
- Tojohito Močizuki
- Terujuki Moniva
- Masaaki Mori
- Takadži Mori
- Jasujuki Morijama
- Joširo Morijama
- Hadžime Morijasu
- Rjota Morioka
- Rjuzo Morioka
- Takajuki Morimoto
- Masato Morišige
- Hiroaki Morišima
- Šiniči Morišita
- Rjota Morivaki
- Masaši Motojama
- Šindži Murai
- Hiroto Muraoka
- Jošinori Muto
- Juki Muto

## N
- Jošihiro Nacuka
- Jošikazu Nagai
- Juičiro Nagai
- Kensuke Nagai
- Ken Naganuma
- Kazuaki Nagasava
- Akihiro Nagašima
- Micuru Nagata
- Juto Nagatomo
- Masaši Nakajama
- Kuniharu Nakamoto
- Kazujoši Nakamura
- Kengo Nakamura
- Naoši Nakamura
- Šunsuke Nakamura
- Tadaši Nakamura
- Eisuke Nakaniši
- Hidetoši Nakata
- Kodži Nakata
- Judži Nakazava
- Hiroši Nanami
- Kazu Naoki
- Akira Narahaši
- Seigo Narazaki
- Acuši Natori
- Takeši Natori
- Teruo Nimura
- Hirokazu Ninomija
- Hiroši Ninomija
- Daigo Niši
- Norihiro Niši
- Takao Nišijama
- Džundži Nišikava
- Šusaku Nišikava
- Akihiro Nišimura
- Šoiči Nišimura
- Akira Nišino
- Akinori Nišizava
- Daiki Niva
- Kodži Noguči
- Micugu Nomura
- Ken Noritake
- Akira Nozava
- Masao Nozava

## O
- Juki Ocu
- Hiroši Očiai
- Kacumi Oenoki
- Micuo Ogasavara
- Aritacu Ogi
- Takahiro Ogihara
- Takafumi Ogura
- Masaši Oguro
- Kenzo Ohaši
- Nobujuki Oiši
- Koiči Oita
- Go Oiva
- Jošimacu Ojama
- Jošio Okada
- Takeši Okada
- Hisataka Okamoto
- Masajuki Okano
- Šuničiro Okano
- Šindži Okazaki
- Tošihiko Okimune
- Daisuke Oku
- Jošito Okubo
- Jasuhiko Okudera
- Jukitaka Omi
- Jusuke Omi
- Norio Omura
- Vaičiro Omura
- Tadao Oniši
- Masao Ono
- Šindži Ono
- Takeši Ono
- Juja Osako
- Kosuke Ota
- Naoto Otake
- Ičidži Otani
- Kazuo Ozaki
- Mičihiro Ozava

## R
- Ruy Ramos

## S
- Hiroši Saeki
- Kazuo Saito
- Manabu Saito
- Saizo Saito
- Tošihide Saito
- Gotoku Sakai
- Hideo Sakai
- Hiroki Sakai
- Naoki Sakai
- Tacuja Sakai
- Tomojuki Sakai
- Judži Sakakura
- Hirojuki Sakašita
- Daisuke Sakata
- Seiiči Sakija
- Rihei Sano
- Toru Sano
- Alessandro Santos
- Kodži Sasaki
- Masanao Sasaki
- Čoei Sato
- Hiroaki Sato
- Hisato Sato
- Jošiaki Sato
- Juto Sato
- Kentaro Savada
- Secu Savagata
- Masaaki Savanobori
- Hisao Sekiguči
- Kunimicu Sekiguči
- Tacuhiko Seta
- Hiroši Soedžima
- Hitoši Sogahata
- Naoki Soma
- Cutomu Sonobe
- Jasuharu Sorimači
- Šigemicu Sudo
- Kunitaka Sueoka
- Tecuo Sugamata
- Judži Sugano
- Rjuiči Sugijama
- Šigeo Sugimoto
- Šodžiro Sugimura
- Daisuke Suzuki
- Hideto Suzuki
- Jasuhito Suzuki
- Jasuo Suzuki
- Keita Suzuki
- Masaharu Suzuki
- Rjozo Suzuki
- Šigejoši Suzuki
- Takajuki Suzuki

## Š
- Gaku Šibasaki
- Tacuja Šidži
- Jošinori Šigemacu
- Seiširo Šimatani
- Kindžiro Šimizu
- Naoemon Šimizu
- Rjuzo Šimizu
- Takaši Šimoda
- Keniči Šimokava
- Jukio Šimomura
- Hideo Šinodžima
- Saburo Šinosaki
- Kacujoši Šinto
- Cukasa Šiotani
- Gen Šodži

## T
- Motoo Tacuhara
- Micuhisa Taguči
- Taiši Taguči
- Takaši Takabajaši
- Tošio Takabajaši
- Kazumi Takada
- Masao Takada
- Kazumiči Takagi
- Takuja Takagi
- Jodžiro Takahagi
- Ikuo Takahara
- Naohiro Takahara
- Hideto Takahaši
- Sakae Takahaši
- Šigeru Takahaši
- Tadao Takajama
- Daidžiro Takakuva
- Daiki Takamacu
- Jasuo Takamori
- Ko Takamoro
- Nobuhiro Takeda
- Šigemaru Takenokoši
- Teizo Takeuči
- Mičijo Taki
- Keidži Tamada
- Misao Tamai
- Megumu Tamura
- Džunja Tanaka
- Hajuma Tanaka
- Jasukazu Tanaka
- Kodži Tanaka
- Makoto Tanaka
- Marcus Tulio Tanaka
- Šindži Tanaka
- Tacuja Tanaka
- Šiničiro Tani
- Šogo Taniguči
- Osamu Taninaka
- Kazuaki Tasaka
- Kozo Tašima
- Juzo Taširo
- Šuhei Terada
- Širo Tešima
- Satoši Tezuka
- Tecuja Tocuka
- Kendži Točio
- Kazujuki Toda
- Johei Tojoda
- Masanori Tokita
- Takaši Tokuhiro
- Juhei Tokunaga
- Kijoši Tomizava

## U
- Acuto Učida
- Hifujo Učida
- Acuši Učijama
- Masaru Učijama
- Masao Učino
- Tadahiko Ueda
- Šigeharu Ueki
- Keniči Uemura
- Jošiharu Ueno
- Tokutaro Ukon
- Cukasa Umesaki
- Takaši Usami
- Hirojuki Usui

## V
- Takeo Vakabajaši
- Hidemaro Vatanabe
- Janosuke Vatanabe
- Jošiiči Vatanabe
- Kazuma Vatanabe
- Masaši Vatanabe
- Micuo Vatanabe
- Takeši Vatanabe